# 今金町

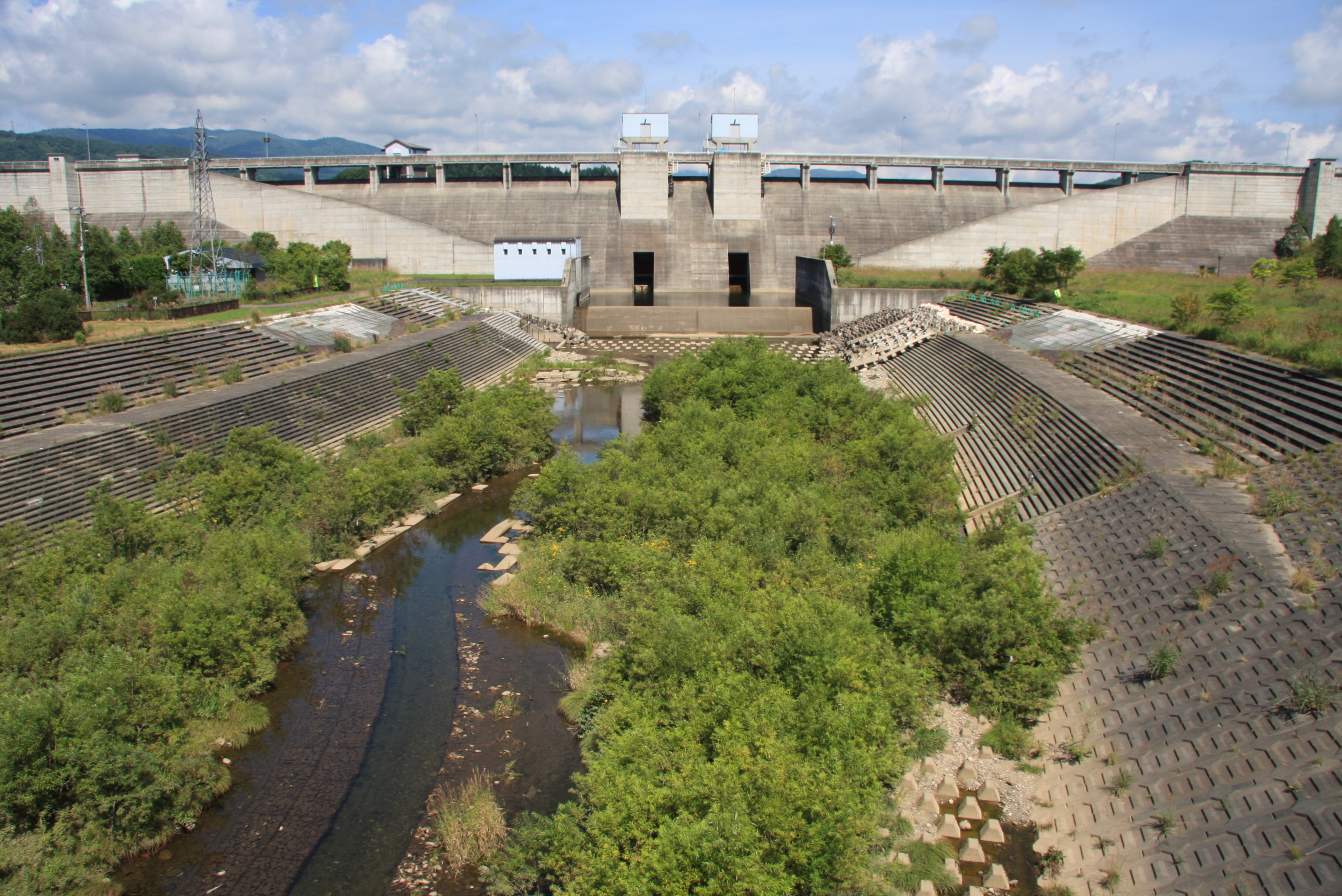
美利河ダム

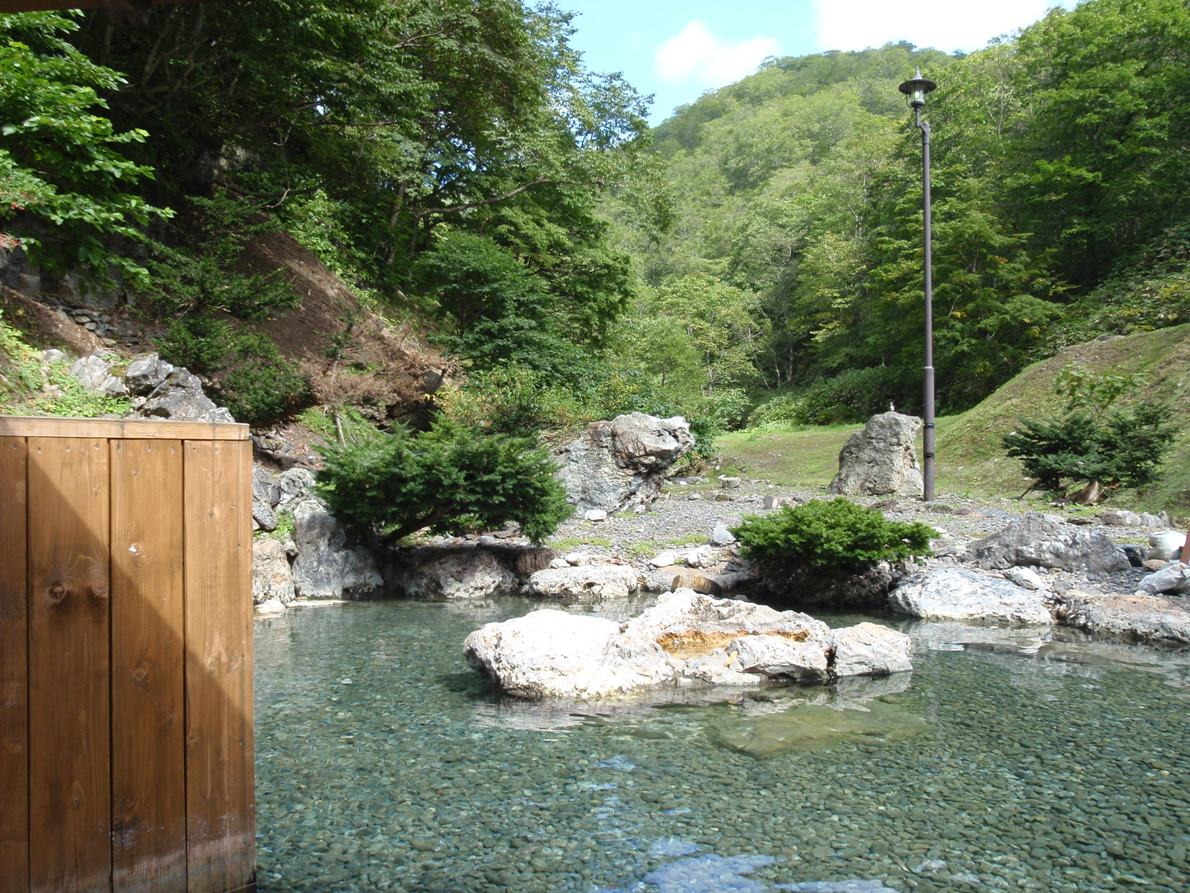
奥美利河温泉露天風呂

今金町（いまかねちょう）は、北海道南西部、檜山振興局北部にある町。

## 隣接している自治体
- 檜山振興局
  - 久遠郡：せたな町
- 渡島総合振興局
  - 山越郡：長万部町
  - 二海郡：八雲町
- 後志総合振興局
  - 島牧郡：島牧村

## 人口
| |                                        |  |
| 今金町と全国の年齢別人口分布（2005年） | 今金町の年齢・男女別人口分布（2005年） |  |
| ■紫色 ― 今金町 ■緑色 ― 日本全国 | ■青色 ― 男性 ■赤色 ― 女性              |  |
| 今金町（に相当する地域）の人口の推移 \| 1970年（昭和45年） \| 10,260人 \| \| \| 1975年（昭和50年） \| 9,279人 \| \| \| 1980年（昭和55年） \| 9,241人 \| \| \| 1985年（昭和60年） \| 8,431人 \| \| \| 1990年（平成2年） \| 7,710人 \| \| \| 1995年（平成7年） \| 7,214人 \| \| \| 2000年（平成12年） \| 6,906人 \| \| \| 2005年（平成17年） \| 6,466人 \| \| \| 2010年（平成22年） \| 6,186人 \| \| \| 2015年（平成27年） \| 5,628人 \| \| \| 2020年（令和2年） \| 5,072人 \| \| |                                        |  |
| 総務省統計局 国勢調査より |                                        |  |
| 1970年（昭和45年） | 10,260人                               |  |
| 1975年（昭和50年） | 9,279人                                |  |
| 1980年（昭和55年） | 9,241人                                |  |
| 1985年（昭和60年） | 8,431人                                |  |
| 1990年（平成2年） | 7,710人                                |  |
| 1995年（平成7年） | 7,214人                                |  |
| 2000年（平成12年） | 6,906人                                |  |
| 2005年（平成17年） | 6,466人                                |  |
| 2010年（平成22年） | 6,186人                                |  |
| 2015年（平成27年） | 5,628人                                |  |
| 2020年（令和2年） | 5,072人                                |  |

### 消滅集落
2015年国勢調査によれば、以下の集落は調査時点で人口0人の消滅集落となっている。
- 今金町 - 字旭台

## 地理
北部には長万部岳、カニカン岳などの山岳地帯である。町の全域が一級河川後志利別川の流域である。海には面していない。
- 山：カニカン岳（981m）、長万部岳（972m）、キムンタップコップ岳（322m）、トワルタップコップ岳（314m）
- 湖沼：ピリカ湖（ダム湖）
- 河川：後志利別川

## 気候
ケッペンの気候区分によると、今金町は湿潤大陸性気候に属する。降雪量が多く、周辺の自治体と同様に特別豪雪地帯に指定されている。
| 今金（1991年 - 2020年）の気候      | 今金（1991年 - 2020年）の気候 | 今金（1991年 - 2020年）の気候 | 今金（1991年 - 2020年）の気候 | 今金（1991年 - 2020年）の気候 | 今金（1991年 - 2020年）の気候 | 今金（1991年 - 2020年）の気候 | 今金（1991年 - 2020年）の気候 | 今金（1991年 - 2020年）の気候 | 今金（1991年 - 2020年）の気候 | 今金（1991年 - 2020年）の気候 | 今金（1991年 - 2020年）の気候 | 今金（1991年 - 2020年）の気候 | 今金（1991年 - 2020年）の気候 |
| 月                                 | 1月                           | 2月                           | 3月                           | 4月                           | 5月                           | 6月                           | 7月                           | 8月                           | 9月                           | 10月                          | 11月                          | 12月                          | 年                            |
| ---------------------------------- | ----------------------------- | ----------------------------- | ----------------------------- | ----------------------------- | ----------------------------- | ----------------------------- | ----------------------------- | ----------------------------- | ----------------------------- | ----------------------------- | ----------------------------- | ----------------------------- | ----------------------------- |
| 最高気温記録 °C （°F）             | 9.3 (48.7)                    | 13.8 (56.8)                   | 17.0 (62.6)                   | 26.4 (79.5)                   | 29.1 (84.4)                   | 31.3 (88.3)                   | 33.8 (92.8)                   | 34.8 (94.6)                   | 32.2 (90)                     | 25.4 (77.7)                   | 21.0 (69.8)                   | 13.1 (55.6)                   | 34.8 (94.6)                   |
| 平均最高気温 °C （°F）             | −0.3 (31.5)                   | 0.6 (33.1)                    | 4.3 (39.7)                    | 10.7 (51.3)                   | 16.2 (61.2)                   | 20.2 (68.4)                   | 23.7 (74.7)                   | 25.7 (78.3)                   | 22.7 (72.9)                   | 16.2 (61.2)                   | 8.6 (47.5)                    | 1.9 (35.4)                    | 12.5 (54.5)                   |
| 日平均気温 °C （°F）               | −3.6 (25.5)                   | −3.0 (26.6)                   | 0.3 (32.5)                    | 5.7 (42.3)                    | 11.1 (52)                     | 15.4 (59.7)                   | 19.5 (67.1)                   | 21.1 (70)                     | 17.1 (62.8)                   | 10.6 (51.1)                   | 4.3 (39.7)                    | −1.4 (29.5)                   | 8.1 (46.6)                    |
| 平均最低気温 °C （°F）             | −7.8 (18)                     | −7.5 (18.5)                   | −4.3 (24.3)                   | 0.5 (32.9)                    | 6.1 (43)                      | 11.4 (52.5)                   | 16.2 (61.2)                   | 17.3 (63.1)                   | 11.9 (53.4)                   | 4.9 (40.8)                    | 0.0 (32)                      | −5.0 (23)                     | 3.6 (38.5)                    |
| 最低気温記録 °C （°F）             | −21.5 (−6.7)                  | −21.9 (−7.4)                  | −16.6 (2.1)                   | −10.0 (14)                    | −2.6 (27.3)                   | 1.5 (34.7)                    | 6.0 (42.8)                    | 6.6 (43.9)                    | 1.0 (33.8)                    | −3.5 (25.7)                   | −10.2 (13.6)                  | −18.2 (−0.8)                  | −21.9 (−7.4)                  |
| 降水量 mm （inch）                 | 105.0 (4.134)                 | 85.8 (3.378)                  | 71.7 (2.823)                  | 78.6 (3.094)                  | 105.5 (4.154)                 | 74.4 (2.929)                  | 131.4 (5.173)                 | 166.0 (6.535)                 | 151.4 (5.961)                 | 126.3 (4.972)                 | 124.3 (4.894)                 | 121.7 (4.791)                 | 1,336.7 (52.626)              |
| 降雪量 cm （inch）                 | 183 (72)                      | 151 (59.4)                    | 96 (37.8)                     | 13 (5.1)                      | 0 (0)                         | 0 (0)                         | 0 (0)                         | 0 (0)                         | 0 (0)                         | 0 (0)                         | 30 (11.8)                     | 136 (53.5)                    | 611 (240.6)                   |
| 平均降水日数 （≥1.0 mm）           | 20.4                          | 17.3                          | 13.7                          | 10.2                          | 10.3                          | 8.5                           | 9.8                           | 10.6                          | 11.5                          | 13.8                          | 16.9                          | 20.5                          | 163.2                         |
| 平均月間日照時間                   | 26.6                          | 45.1                          | 110.3                         | 168.9                         | 180.8                         | 148.4                         | 119.7                         | 137.2                         | 157.1                         | 133.2                         | 64.7                          | 27.7                          | 1,324.9                       |
| 出典1：Japan Meteorological Agency |                               |                               |                               |                               |                               |                               |                               |                               |                               |                               |                               |                               |                               |
| 出典2：気象庁                      |                               |                               |                               |                               |                               |                               |                               |                               |                               |                               |                               |                               |                               |

## 町名の由来
1893年（明治26年）同地に入植した今村藤次郎と金森石郎の名字から。

## 沿革
- 1634年から1635年（寛永11年から12年）頃 - 利別川上流域にて砂金採集が始まる[5]。
- 1669年 シャクシャインの戦いを機に後志利別川での砂金採取が途絶える。
- 1854年（嘉永6年） - 箱館奉行が美利河で砂金採集を行なう。
- 1857年 松浦武四郎が国縫川から後志利別川を下り探検する。
- 1880年 大島勘左衛門ら後志利別川上流でメノウ、マンガンを発見。
- 1891年 現在の神丘地区にキリスト教徒のための理想郷を求めて同志社大学の志方之善、丸山要次郎が調査に入り、1893年に会衆派と日本聖公会の教徒約60戸が入植[6][7]。
- 1893年（明治26年） - 今金地区に今村藤次郎、金森石郎らが入植[5]。大豆栽培始まる
- 1894年 加藤政之助・勘助兄弟が入植
- 1896年 志方の妻、荻野吟子が神丘地区に入植したが、教派の対立で開拓団が分裂[7]、今金を離れる
- 1897年（明治30年） - 瀬棚町から分村し、利別村（としべつむら）となる[5]。マンガン採掘が本格化し、入植者が増える。
- 1906年 - 二級町村制を施行する
- 1908年 - 水田稲作に成功する
- 1909年 白石の上田甚作、上田式豆まき器を発明。
- 1910年（明治43年） - 奥美利河温泉開湯。
- 1912年 石塚弥太郎、メップマンガン鉱山を発見。
- 1929年（昭和4年） 一級町村制を施行する[5]。
- 1932年（昭和7年）今金競馬場にて春季第1回競馬、及び秋季第2回競馬を開催するも成績不振で多額の損失を抱え、以後休止。[8]
- 1933年（昭和8年） - 21行政字を設置（美利河、花石、宮島、中里、奥沢、住吉、今金、種川、稲穂、光台、御影、田代、白石、八束、金原、鈴金、豊田、神丘、鈴岡、日進、旭台）
- 1947年（昭和22年） - 町制施行・改称して今金町となる[5]。
- 2004年（平成16年）
  - 4月21日：熊石町、（旧）八雲町とともに法定協議会を設置し、合併協議開始。
  - 7月5日：協議会から脱退し、単独で存続することとなった[9]。
- 2008年（平成20年）4月20日 - 最高気温26.4°Cを記録し、沖縄県石垣島・与那国島らを抑え、全国最高気温を記録。記録した時刻は、13時17分[要出典]。

## 経済
今金男しゃく（男爵イモ）をはじめとした畑作のほか、稲作、酪農、林業が中心。

### 立地企業
- 日本スワイン農場株式会社 道南事業所 今金農場

### 農協
- 今金町農業協同組合（JA今金町）
- 北海道農業共済組合（NOSAI北海道）道南北部出張所

### 金融機関
- 北海道銀行今金支店

### 郵便局
- 今金郵便局（集配局）
- 種川郵便局
- 花石郵便局

### 宅配便
- ヤマト運輸：函館主管支店瀬棚センター（せたな町）
- 佐川急便：八雲営業所（八雲町）
- 日本通運：函館支店自動車営業課（函館市）

## 公共機関

### 警察
- せたな警察署今金交番

### 消防
- 檜山広域行政組合今金消防署

## 教育
特別支援学校(道立1校)
- 北海道今金高等養護学校

かつて存在した高校
- 北海道今金高等学校

中学校(町立1校)
- 今金町立今金中学校

かつて存在した中学校
- 今金町立花石中学校
- 今金町立中里中学校
- 今金町立種川中学校
- 今金町立豊田中学校

- 今金町立金原中学校
- 今金町立八束中学校
- 今金町立神丘中学校
- 今金町立日進中学校

小学校(町立2校)
- 今金町立今金小学校
- 今金町立種川小学校

かつて存在した小学校
- 今金町立花石小学校(1998年休校)
- 今金町立中里小学校(1998年休校)
- 今金町立豊田小学校(1998年休校)
- 今金町立金原小学校(2007年休校)
- 今金町立八束小学校(2007年休校)

- 今金町立神丘小学校(2007年閉校)
- 今金町立美利河小学校(2012年閉校)
- 今金町立住吉小学校(廃校)
- 今金町立日進小学校(廃校)

住吉小学校は2007年にとりこわされた。
認定こども園
- 認定こども園いまかね
- 種川へき地保育所
- 鈴金へき地保育所

## 交通

### 鉄道
町内を鉄道路線は通っていない。鉄道を利用する場合の最寄り駅は、JR北海道函館本線 国縫駅。

#### 廃止された鉄道路線
1987年（昭和62年）3月16日に廃止された国鉄瀬棚線が、町内を通っていた。町内には美利河駅、花石駅、北住吉駅、種川駅、今金駅、神丘駅が設置されていた。
現在、花石駅 - 北住吉駅間の軌道跡の一部は、国道230号（花石道路）になっている。

### バス
函館バス
- せたな町 - 今金町 - 長万部町[10]（国鉄瀬棚線代替バス）
- 函館市 - 七飯町 - 北斗市 - 森町 - 八雲町 - 今金町 - せたな町「快速瀬棚号」[11]

今金町予約バス「ルンるん号」（デマンド型交通）
- 町内各方面[12]

北都交通が夏期と年末年始に運行していた札幌市方面「特急せたな号」は2018年（平成30年）度をもって休止。また、2018，2019年度の年末年始には東ハイヤーが札幌市との間で期間限定帰省バス（ツアーバス）を運行していた。

### 道路
- 一般国道
  - 国道230号（花石道路）
- 都道府県道
  - 北海道道232号今金北檜山線
  - 北海道道263号八雲今金線
  - 北海道道677号小倉山丹羽停車場線
  - 北海道道686号鈴岡今金停車場線
  - 北海道道793号旭台今金線
  - 北海道道810号金原今金線
  - 北海道道836号島牧美利河線
  - 北海道道878号光台種川線
  - 北海道道936号丹羽今金線
  - 北海道道999号美利河二股自然休養村線

### タクシー
- 東ハイヤー：今金営業所

## 文化財

### 重要文化財（美術工芸品）
- 北海道美利河1遺跡出土品 - ピリカ旧石器文化館蔵、旧石器時代の遺物一括。1991年指定。

### 史跡
- 美利河遺跡

### 町の文化財
- 美利河遺跡出土品 - ピリカ旧石器文化館
- ピリカカイギュウ化石 - 文化財保管・活用庫に保管、今金町地域特産品生産センターに復元模型
- 上田式豆まき器 - 今金町発祥の農機具、明治42年に特許を取得
- 美利河砂金採掘跡 - 後志利別川上流域の河岸段丘上
- 美利河マンガン鉱山関連資料 - 明治25年（1892）から昭和42年（1967）まで稼働
- カニカン岳金山跡鉱山臼 - 江戸時代前期に稼働した金山

## 名所・旧跡・観光スポット・祭事・催事
- 美利河ダム
- 常代の松
- 奥美利河温泉
- クアプラザピリカ（スキー場、温水プール、美利河温泉、パークゴルフ場、宿泊施設完備）
- 今金いいとこ祭り
- いまかね秋祭り
- 24時間キャンプLIVE
- 種川温泉
- あったかランド

## キャラクター
- ピリカカイギュウの「ピーカくん」と「ピーリちゃん」というマスコットキャラクターが、以前は今金町のホームページに登場していた。
- 全国的に人気の「まりもっこり」と「今金セブン」のコラボレートで、2007年（平成19年）10月から「じゃがいもっこり今金セブン」バージョンストラップが、町内限定で発売される。
- 2012年、今金町人流創生プロジェクト協議会が発足し、今金町イメージキャラクターを全国に募集。177作品の応募の中から「いまルン」が誕生[16]。

## 出身の有名人
- 阿知波悟美（女優）
- 松井克師（プロスノーボード選手）
- 栗城史多（登山家）
- 千代櫻輝夫（元大相撲力士）
- 富士の里昇（元大相撲力士）
- 三嶋典東（イラストレーター）
- 鈴木寛（ボブスレー選手）
- 長内さゆみ（画家）
- 藤倉朱里（画家）